# Thomasomys ucucha
Espèce
Statut de conservation UICN

 VU  : Vulnérable
Répartition géographique
Thomasomys ucucha est une espèce de rongeurs du genre Thomasomys et de la famille des Cricétidés. Il n'est connu que dans les habitats forestiers et herbagers de haute altitude de la Cordillère Orientale de l'Équateur. Sept autres espèces de Thomasomys vivent dans les mêmes zones. Collecté pour la première fois, en 1903, Thomasomys ucucha a été officiellement décrit en tant que nouvelle espèce, en 2003. Il ressemble à Thomasomys hylophilus (en), présent plus au nord. L'espèce est inscrite sur la liste rouge de l'UICN comme espèce vulnérable en raison de la menace de destruction de son habitat.
De taille moyenne, à fourrure foncée et à longue queue, Thomasomys ucucha se distingue de toutes les autres espèces de Thomasomys par ses grandes incisives supérieures larges et procumbent. La longueur de la tête et du corps varie de 94 à 119 mm et la masse corporelle est de 24 à 46 grammes. La queue est à peine poilue. La partie antérieure du crâne est plate, courte et large.

## Taxonomie
Les trois premiers spécimens de Thomasomys ucucha sont découverts en 1903 à Tablón dans la province de Pichincha en Équateur, par L. Söderström. Il n'en est pas retrouvé d'autres jusqu'à ce que Robert S. Voss, du musée américain d'histoire naturelle en recueille un total de quarante-trois spécimens à Papallacta (en), province de Napo, en 1978 et 1980. Papallacta se trouve dans une région isolée et difficile d'accès et la faune mammifère de la région reste mal connue. En 2003, il a formellement décrit l'animal comme une nouvelle espèce, Thomasomys ucucha. dans une publication de l'American Museum Novitates dans laquelle il a également passé en revue la faune mammifère de Papallacta. Le nom générique, Thomasomys, rend hommage au zoologiste anglais Oldfield Thomas, qui a nommé environ 2 900 taxons de mammifères,

### Source de la traduction
- (en) Cet article est partiellement ou en totalité issu de l’article de Wikipédia en anglais intitulé « Thomasomys ucucha » (voir la liste des auteurs).